# Свинфен Иди, Роджер, 3-й барон Свинфен
Роджер Майнорс Свинфен Иди, 3-й барон Свинфен (англ. Roger Mynors Swinfen Eady, 3rd Baron Swinfen; 14 декабря 1938 — 5 июня 2022) — британский парламентарий, один из девяноста двух наследственных пэров, избранных в Палату лордов после принятия Закона о Палате лордов 1999 года.

## Биография
Родился 14 декабря 1938 года. Старший сын Чарльза Свинфена Иди, 2-го барона Свинфена (1904—1977), адвоката, и писательницы Мэри Уэсли (1912—2002), дочери полковника Гарольда Майнорса Фармара. Его родители развелись в 1945 году. Он стал 3-м бароном после смерти своего отца в 1977 году.
Роджер Свинфен Иди получил образование в Вестминстерской школе и в Королевской военной академии в Сандхерсте, после чего он получил короткую службу в Королевской шотландской армии, прежде чем покинуть британскую армию в звании лейтенанта.
Филантроп, посвятивший себя государственной службе, он является учредителем благотворительного фонда Суинфена и был директором Американской ассоциации телемедицины с 2009 по 2013 год.
Барон Суинфен — президент Британской спортивной ассоциации инвалидов Юго-Восточного региона, а с 1983 по 1997 год он был членом Совета по стандартам прямой почтовой связи. В 1988 году он стал патроном Группы инвалидов, в 1996 году — патроном организации Labrador Rescue South East, в 2002 году — патроном Всемирного ортопедического концерна, а в 2007 году — Фонда Кунде.
Будучи членом Палаты лордов, он был членом различных парламентских комитетов Великобритании.
Барон Свинфен — ливрейный служащий Почтенной компании драпировщиков, а также свободный человек Лондонского сити.
Он был назначен членом ордена Британской империи (MBE) в 2016 году за заслуги в международной телемедицине за его работу с благотворительным фондом Суинфена.

## Избранные опубликованные работы
- Оценка опыта первого года работы с недорогой телемедицинской связью в Бангладеш (2001)
- Теленеврология в развивающихся странах (2001)
- Опыт работы с недорогой системой телемедицины в трех развивающихся странах (2001)

## Награды и должности
- Британский барон (с 1977 года)
- Орден Британской империи, (2016, За «услуги международной телемедицине и за работу с благотворительным фондом Свинфена»)[9]
- Мировой судья графства Кент (1983)
- Действительный член Отраслевого и парламентского фонда (ФИПТ) (1983)
- Действительный член Королевского института дипломированных геодезистов (FRICS) (1998)
- Королевский институт дипломированных геодезистов (1970)
- Научный сотрудник Центра онлайн-здравоохранения (COH), UQ (2001)

## Семья
24 октября 1962 года достопочтенный Роджер Свинфен Иди женился на Патриции Энн Блэкмор. У лорда и леди Свнфен было три дочери и сын:
- Достопочтенная Джорджина Мэри Роуз Свинфен Иди (род. 1 февраля 1964), муж с 1990 года капитан Робин Эдгар Дуглас Лили, от брака с которым двое дочерей
- Достопочтенная Кэтрин Энн Дороти Свинфен Иди (род. 18 мая 1966), муж с 1993 года капитан Гарет Хью Дэвис
- Достопочтенная Арабелла Виктория Элеонора Свинфен Иди (род. 10 марта 1969), муж с 1994 года капитан Чарльз Майо, от которого у неё одна дочь
- Достопочтенный Чарльз Роджер Перегрин Свинфен Иди (род. 8 марта 1971), наследник родового титула[10].